# Hamadoni
Hamadoni ist ein Distrikt im äußersten Süden Tadschikistans, nahe der Grenze zu Afghanistan.

## Administrative Gliederung
Der Distrikt Hamadoni umfasst acht Subdistrikte (dschamoat), die in etwa Kommunen entsprechen: Dashtigul (14.577 Einwohner), Mehnatobod (16.073 Einwohner), Tschubek (16.791 Einwohner), Kalinin (9997 Einwohner), Qahramon (14.364 Einwohner), Turdiev (7834 Einwohner), Panjob (7669 Einwohner) und Moskva (17.983 Einwohner). Die Stadt Moskva oder auch Moskovskiy ist gleichzeitig die Hauptstadt des Distrikts.

## Geographie
Die Geographie der Region ist geprägt von den Landschaften entlang des Flusses Pandsch, der im Distrikt Hamadoni die Grenze zu Afghanistan bildet. Der Distrikt Hamadoni liegt westlich des Pamir-Gebirges und südlich des Hissargebirges, sodass er zu den flacheren Teilen des von Gebirgen durchzogenen Landes Tadschikistan gehört.

## Infrastruktur
Insgesamt ist die Infrastruktur in der Region schwach ausgebaut. Im Rahmen eines kommunalen Infrastrukturprojekts soll in den Gemeinden im Süden Tadschikistan eine bessere Infrastruktur, vor allem in den Bereichen Abfallentsorgung, Sanitätsversorgung und Wasserversorgung, aufgebaut werden.

### Verkehr
Von zentraler Bedeutung für den Hamadoni Distrikt ist die Fernstraße A385. Diese verläuft im Süden des Landes entlang des Pandsch durch den Hamadoni Distrikt und verbindet diesen mit den Städten Danghara und der Hauptstadt Duschanbe im Norden des Landes.

### Wasser
Eines der größten Infrastrukturprojekte der Region stellt das Tschubek-Bewässerungssystem dar. Dieses Bewässerungssystem wurde bereits 1950 unter der sowjetischen Herrschaft angelegt und soll das Wasser des Pandsch aus dem Subdistrikt Tschubek in andere, trockenere Gebiete im Süden Tadschikistans bringen, zum Beispiel in die angrenzende Region um die Stadt Farkhor. Insgesamt werden mit dem Projekt über 50.000 Hektar Land in mehreren Distrikten im Süden Tadschikistans bewässert, gut 16.000 Hektar entfallen davon auf den Distrikt Hamadoni. Die tadschikische Regierung hat Pläne, dieses, für die Region sehr wichtige, System auszubauen und zu modernisieren, um damit eine effizientere Wassernutzung zu ermöglichen. Im Rahmen dieser Pläne sollen im Distrikt Hamadoni 23.216 Meter neue Rohre verlegt werden.